# Otto Rust
Otto Rust (* 24. April 1871 in Duderstadt; † 2. März 1945 in Naumburg am Queis) war ein römisch-katholischer Geistlicher und Erzpriester. Er gilt als Märtyrer des 20. Jahrhunderts.

## Leben
Nach dem Abschluss des Gymnasiums studierte Rust Theologie und Philosophie. Nach seiner Priesterweihe am 22. März 1896 war er zunächst Kaplan und von 1925 an Pfarrer, später Geistlicher Rat, von Lüben im Bistum Breslau.
Als die Rote Armee 1945 die damaligen deutschen Ostgebiete einnahm, musste er aus Lüben fliehen und fand im Februar 1945 Unterschlupf in einem Luftschutzkeller im Magdalenerinnenkloster Naumburg am Queis in Naumburg am Queis. Am 13. Februar 1945 wurde die Stadt von Rotarmisten eingenommen. Zusammen mit anderen deutschen Priestern und Ordensschwestern wurde er im Käuferhaus in Naumburg am Queis erschossen.
Die katholische Kirche hat Otto Rust als Glaubenszeugen in das deutsche Martyrologium des 20. Jahrhunderts aufgenommen.
Rust war Mitglied der katholischen Studentenverbindungen Aenania München, Saxonia Münster und Hercynia Freiburg im CV.